# Harc
Harc is een plaats (község) en gemeente in het Hongaarse comitaat Tolna. Harc telt 898 inwoners (2001).